# Stapelsjöarna (Kalls socken, Jämtland, 709864-136781)
Stapelsjöarna är en sjö i Åre kommun i Jämtland och ingår i Indalsälvens huvudavrinningsområde. Sjön har en area på 0,0989 kvadratkilometer och ligger 827,8 meter över havet. Sjön avvattnas av vattendraget Tjåurenjukke.

## Delavrinningsområde
Stapelsjöarna ingår i det delavrinningsområde (709797-136790) som SMHI kallar för Utloppet av Stapelsjöarna. Medelhöjden är 919 meter över havet och ytan är 2,18 kvadratkilometer. Räknas de 3 avrinningsområdena uppströms in blir den ackumulerade arean 6,55 kvadratkilometer. Tjåurenjukke som avvattnar avrinningsområdet har biflödesordning 3, vilket innebär att vattnet flödar genom totalt 3 vattendrag innan det når havet efter 331 kilometer. Avrinningsområdet består mestadels av kalfjäll (96 procent). Avrinningsområdet har 0,1 kvadratkilometer vattenytor vilket ger det en sjöprocent på 4,4 procent.